# Main-Werra-Radweg
Der Main-Werra-Radweg verbindet den Main in Unterfranken und die Werra in Südthüringen sowie die Städte Würzburg und Meiningen miteinander.

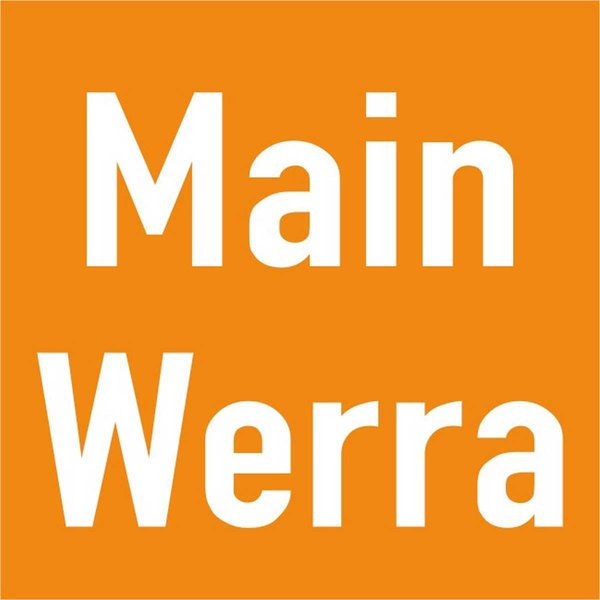
Markierung

Auf einer Länge von 140 Kilometer führt der Radfernweg von Würzburg über Schweinfurt, Bad Neustadt, Mellrichstadt und Ritschenhausen nach Meiningen. Gekennzeichnet ist der Radweg mit orangefarbenen quadratischen Schildern mit dem Logo „MW“. In Mühlfeld bei Mellrichstadt kann man die Strecke über den Radweg Meiningen-Haßfurt abkürzen, der mit der Kennzeichnung MH über Sülzfeld nach Meiningen führt.
So weit möglich folgt er den Tälern Werntal, Maintal, Lauertal, Streutal und Werratal und man fährt so auf ebener Strecke. Wenn der Weg die Täler verlässt, müssen leichte und mittlere Steigungen überwunden werden. Die Route hat den Schwierigkeitsgrad mittel.
Der Verlauf des Radweges ist in OpenStreetMap einsehbar.

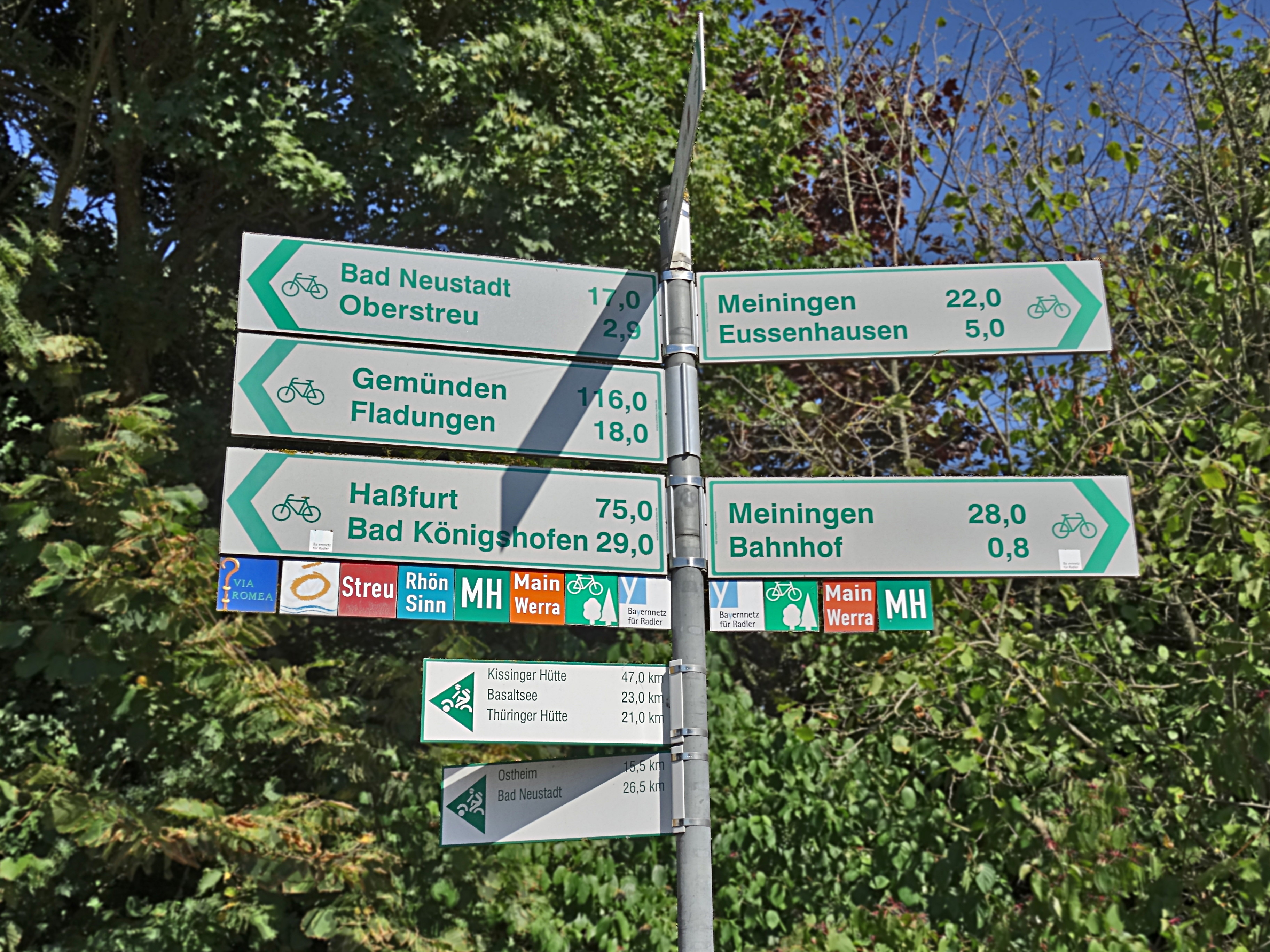
Radwegekreuz bei Mellrichstadt

## Verbindungen mit anderen überregionalen Radwegen
- In Würzburg trifft der Main-Werra-Radweg auf den Main-Radweg, der von Creußen am Main entlang bis zum Rhein bei Mainz führt.
- Die Trasse kreuzt bei Schweinfurt den Werntal-Radweg, der von der Wern-Quelle bis nach Gemünden am Main führt.
- In Mellrichstadt gibt es eine Verbindung mit dem Radweg Meiningen-Haßfurt.
- Ab Untermaßfeld verläuft der Main-Werra-Radweg gemeinsam mit dem Werratal-Radweg nach Meiningen.